# Lily Chou-Chou no subete
Lily Chou-Chou no subete (リリイ・シュシュのすべて?, Ririi Shushu no subete, "Tutto su Lily Chou-Chou") è un film del 2001 diretto da Shunji Iwai. È internazionalmente noto con il titolo inglese All About Lily Chou-Chou.

## Produzione
La produzione del film è iniziata il primo aprile del 2000 quando Shunji Iwai inaugurò il sito web Lilyholic: nel sito era presente una BBS per ospitare i messaggi dei fan del gruppo musicale Lily Chou-Chou; alcuni degli utenti molto attivi, rispondendosi a vicenda, crearono una rete di relazione e vicende che poi anche altri utenti commentavano. In realtà, però, gli utenti principali della BBS erano tutti opera di Iwai stesso, e lo stesso gruppo musicale era inesistente. Il regista portò avanti questo esperimento per vedere come reagivano gli altri frequentatori del sito (utenti veri e ignari dell'esperimento) di fronte alle cose da lui scritte. Il risultato è un "romanzo virtuale", molto simile nella forma a Densha otoko (che però era completamente spontaneo, e non pilotato da un deus ex machina come in questo caso), che racchiude all'incirca tutta la prima metà del film, durante il quale vengono mostrati i post della BBS.
La produzione effettiva del film iniziò il successivo 13 agosto ad Ashikaga, prefettura di Tochigi, per concludersi il 28 novembre 2000. La première di Lily Chou-Chou no subete si è tenuta al Toronto International Film Festival un anno dopo, il 7 settembre 2001, ed infine il film è arrivato nei cinema giapponesi il successivo 6 ottobre.
Il film sfrutta per la prima volta in una produzione giapponese una videocamera digitale a 24p. La tecnologia digitale era stata utilizzata anche nel 1998 da Hideaki Anno, amico di Iwai e noto regista d'animazione, per il suo primo film live action Love & Pop; successivamente Anno ha diretto Iwai come attore protagonista per il suo secondo film dal vivo, Shiki-Jitsu.